# 張鋒
張鋒（1981年10月22日—），原籍河北石家庄，美籍华裔神經生物學家，現任麻省理工學院教授。美国国家科学院、美国国家医学院院士。2016年蓋爾德納國際獎得主。

## 生平
1981年出生于中華人民共和國石家庄市，11岁時隨家庭移民到美國愛荷華州，歸化為美國公民，在此長大。2004年，在哈佛大學取得化學及物理學士。2009年，在史丹福大學取得化學及生物工程博士。2013年，他的實驗室發展出CRISPR/Cas系統，可以用來編輯DNA，敲除指定的基因。
2014年，被《自然》雜誌評選為2013年年度十大科學人物之一。

## 榮譽
- Alan T. Waterman Award
- National Institutes of Health Director's Pioneer Award
- Perl-UNC Neuroscience Prize
- Jacob Heskel Gabbay Award in Biotechnology and Medicine
- 2015年 獲名古屋大學頒發首屆「岡崎恒子＆令治獎」（Tsuneko & Reiji Okazaki Award）[2]。
- 2016年 蓋爾德納國際獎
- 2016年 唐獎生技醫藥獎
- 2016年 湯森路透引文桂冠獎
- 2018年 美国文理科学院院士
- 2018年 美国国家科学院院士
- 2018年 庆应医学奖
- 2021年美国国家医学院院士[3]

## 外部連結
- Zhang實驗室首頁 （页面存档备份，存于）
- 基因工程首頁 Portuguese Web Archive的存檔，存档日期2016-05-24
- YouTube上的Animation of genome editing with CRISPR/Cas9 from McGovern Institute
- Broad Institute （页面存档备份，存于）